# Peceta
La peceta fou una unitat monetària de les emissions d'or i d'argent encunyades a Barcelona des del 1808 fins al 1814, sota el govern napoleònic durant la guerra del Francès. Fou utilitzada a Catalunya fins al 1850, l'any en què Espanya dugué a terme el procés de decimalització. «Pesseta» també fou un nom utilitzat arreu d'Espanya per referir-se a una quantitat de quatre rals de billó.
Essent una derivació de «peça» i no de «peso», peceta seria la forma ortogràfica més adequada. A Catalunya, la peceta se subdividia en sis sous, cadascun dels quals contenia quatre quarts, vuit xavos o dotze diners. Cinc pecetes equivalien a un duro, que al seu torn equivalia a vuit rals de plata forta espanyols (dòlar espanyol). La peceta valia quatre rals al nou sistema decimalitzat.
El nom "pesseta" ressorgí el 1868 amb la reforma monetària de Laureà Figuerola i Ballester per referir-se a la nova divisa espanyola, amb un valor equivalent al de la peceta antiga.
Abans de la creació de la pesseta espanyola, la peceta va ser la unitat monetària oficial a Catalunya durant l'ocupació napoleònica (1808-1814), portant aquest nom tota la moneda d'or i argent que es va batre a Barcelona. També portaren aquesta denominació els duros de resistència de Girona, Lleida i Tarragona batuts el 1809. Encara s'encunyarien duros amb el nom de peceta a Mallorca, 1823, i d'una peceta a Barcelona el 1836 i 1837.